# Henryk Walter (inżynier)
Henryk Walter (ur. 28 maja 1835 w Starym Samborze, zm. 21 kwietnia 1921 w Krakowie) – inżynier, wynalazca, powstaniec styczniowy, urzędnik galicyjskiej administracji górniczej, kawaler Orderu Virtuti Militari.

## Życiorys
Syn Franciszka (adwokat w Strzelbicach) i Anny z domu Ritter. Ukończył prawo na Uniwersytecie Lwowskim oraz Akademię Górniczą w Leoben. Po studiach pracował jako Inżynier górniczy, był w latach 1860-1867 kierownikiem kopalni Bóbrka (powiat krośnieński) należącej do Ignacego Łukasiewicza i Tytusa Trzecieskiego. Podczas powstania styczniowego walczył jako oficer w oddziałach Leona Czechowskiego i Żalplachty Zapałowicza. Walczył nad Tanwią, pod Tyszowcami, Starą Wsią i Mołozowem. Ranny pod Starą Wsią i Mołozowem. 29 lutego 1864 mianowany kapitanem celnych strzelców pod komendą Bosaka. Potem awansowany na majora.
Po upadku powstania schronił się w Galicji i przebywał czas jakiś dworku Ignacego Łukasiewicza w Chorkówce. Podjął też na nowo pracę w kopalni w Bóbrce. Udoskonalił wówczas metodę poszukiwania ropy, wprowadzając ręczne wiercenia udarowe Jego innowacja polega na tym że wprowadził wiertnicę ręczną, składającą się m.in. z drewnianego trójnoga oraz wahacza, do którego na jednym końcu zamocowane były specjalne rękojeści, za pomocą których robotnicy podnosili i opuszczali wahacz, na którego drugim końcu umieszczone były świder, udarowy, obciążnik oraz tzw. nożyce wolnospadowe Fabiana. Dzięki zastosowaniu nowej techniki rolę łopaty i kilofów przejął świder – ważące 150–200 kg stalowe dłuto o średnicy ok. 30 centymetrów i długości ok. 1,5 metrów. Walter zastosował też po raz pierwszy na kopalni Bóbrka własnego pomysłu metodę zamykania wód wgłębnych, pojawiających się podczas wiercenia. To wszystko przyczyniło się do znacznego wzrostu głębokości nowych otworów, jak również do pogłębiań istniejących studzien do niżej zalegających pokładów roponośnych dających obfite wydajności. W wyniku tego nastąpił sukcesywny wzrost wydobycia ropy. Kopalnia „Bóbrka” zaliczała się w tym czasie do najbardziej wydajnych kopalń w polskim przemyśle naftowym. 
Następnie współtwórca Szkoły Wiertniczej w Wietrznie. Działacz organizacji patriotycznych w Krośnie. Członek i działacz Galicyjskiego Towarzystwa Gospodarskiego, członek jego Komitetu (26 maja 1876 - 10 czerwca 1877). Naczelnik Urzędu Górniczego we Lwowie. W latach 80. XIX wieku członek redakcji organu Towarzystwa Politechnicznego we Lwowie - "Dźwignia" Asesor sądu górniczego w Samborze do 1891, radca górniczy w Krakowie, finalnie starszy radca górniczy. Współpracownik prof. Józefa Grzybowskiego (1869-1922), wspólnie prowadzili badania geologiczne w Galicji i na Kaukazie. 
Ożenił się z Marią z Aleksandrowiczów. Na emeryturze mieszkał w Krakowie. Notatki z powstania przekazał K. Bartoszewiczowi. Zmarł 21 kwietnia 1921. Został pochowany w grobowcu rodzinnym na cmentarzu Rakowickim w Krakowie.
Pośmiertnie odznaczony Krzyżem Srebrnym Orderu Wojskowego Virtuti Militari nr 4315.